# 克羅皮夫尼基
51°30′45″N 24°4′36″E / 51.51250°N 24.07667°E
克羅皮夫尼基（烏克蘭語：Кропивники），是烏克蘭的村落，位於該國西部沃倫州，由科韋利區負責管轄，面積0.75平方公里，海拔高度160米，2001年人口292，人口密度每平方公里391.95人。